# Бургхайм
Бургхайм (нем. Burgheim) — община в Германии, в земле Бавария. 
Подчиняется административному округу Верхняя Бавария. Входит в состав района Нойбург-Шробенхаузен.  Население составляет 4523 человека (на 31 декабря 2010 года). Занимает площадь 49,73 км².
Община подразделяется на 12 сельских округов.